# Coelidiana colens
Coelidiana colens är en insektsart som beskrevs av Kramer 1967. Coelidiana colens ingår i släktet Coelidiana och familjen dvärgstritar. Inga underarter finns listade i Catalogue of Life.